# 王承宗
王承宗（780年代—820年），契丹人。成德節度使王士真之子，官副太使。

## 生平
元和四年三月（809年），王士真病死，承宗自稱留後，奉德州（山東陵縣）、棣（山東惠民）二州。不久魏博節度使田季安出來挑撥，王承宗後悔，囚禁德州刺史薛昌朝。憲宗勸諭承宗放薛昌朝還鎮，承宗不奉詔。元和四年下詔削奪王承宗爵。元和五年（810年），憲宗遣河东、义武、卢龙、横海、魏博、昭义六镇对其进行讨伐，以宦官左神策中尉吐突承璀計伐王承宗的唐軍二十萬無功，左神策大將軍酈定進戰死，盧從史暗中和王承宗互通聲氣。
元和十年（815年），淄青节度使李师道暗中派遣刺客，於六月三日拂曉在靖安坊東門將宰相武元衡殺死於上朝途中，取首，御史中丞裴度也被刺成重傷。但朝野一直认为是王承宗所为。
元和十一年（816年）王承宗勾结吴元济，宪宗发六道兵以十万兵力进行讨伐，两年无功，宪宗被迫罢兵。魏博節度使田弘正奉敕討伐王承宗，命何進滔率精騎千余，奔襲鎮州（今河北省正定地區），大勝成德軍。
元和十二年（817年）田弘正大破王承宗於南宮，承宗勢蹙請降，“自陳為盧從史所離間，乞輸貢賦，請官吏，許其自新。 ”并送二子王知感、王知信到京師为人质。唐廷亦因久戰乏力，以承宗為成德節度使。
元和十三年（818年）淮西平定；王承宗迫于形势献地谢罪；淄青节度使李师道戰敗，被部將謀殺。史稱元和中興。元和十五年（820年）王承宗死，其弟王承元上表歸順朝廷。

## 家族
父王士真。弟王承系、王承元、王承通、王承迪、王承恭、王承庆、王承泰等。子王知感、王知信；女王循嫁王承宗甥承务郎行同州白水县尉李景裕；第三女（815年－829年6月2日）后为王承元所养，王承元任凤翔节度使后随行，卒于凤翔，有墓志。还有一女嫁薛昌朝。